# Aduuchiin Baatarkhüü
Aduuchiin Baatarkhüü (mong. Адуучийн Баатархүү; ur. 27 stycznia 1956 w Kobdo) – mongolski zapaśnik w stylu wolnym. Olimpijczyk z Moskwy 1980, gdzie odpadł w eliminacjach w wadze 82 kg w stylu wolnym. Zajął czwarte miejsce na mistrzostwach świata w 1983. Srebrne medale na igrzyskach azjatyckich w 1978, 1990 i na mistrzostwach Azji w 1989. Mistrz świata kadetów z 1979 roku.